# Dalechampia magnistipulata
Dalechampia magnistipulata är en törelväxtart som beskrevs av Grady Linder Webster och Armbr.. Dalechampia magnistipulata ingår i släktet Dalechampia och familjen törelväxter. Inga underarter finns listade i Catalogue of Life.